# Filialkirche

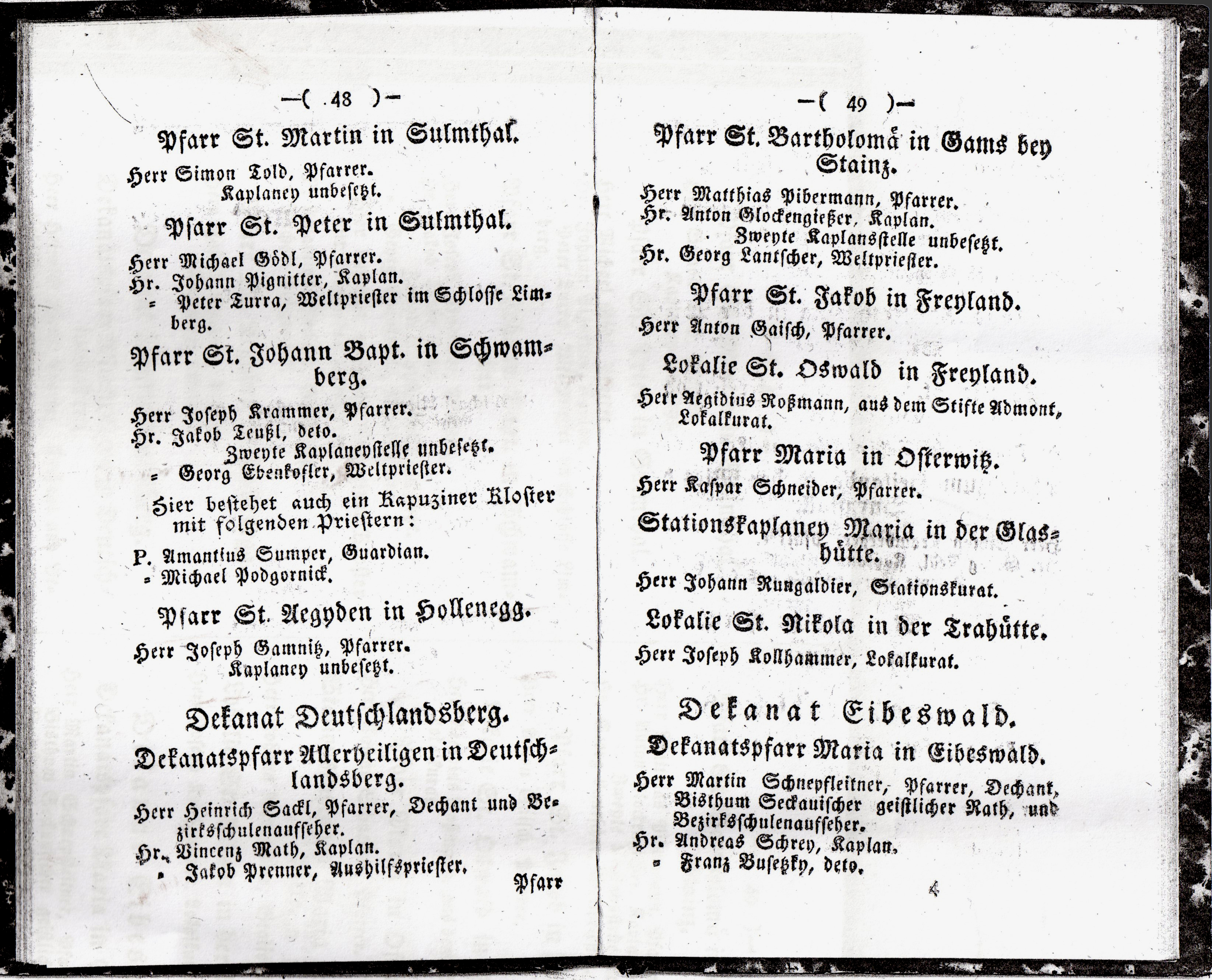
Pfarren, Lokalien und Stationskaplanei: Das Dekanat Deutschlandsberg im Jahr 1817

Eine Filialkirche ist ein Kirchengebäude (Nebenkirche), das neben einer Hauptkirche, der Pfarrkirche, besteht. Der Name ist aus dem Lateinischen abgeleitet (Filius „Sohn“, Filia „Tochter“).
Der Begriff ist nicht klar abgegrenzt. Er wird regional und konfessionell unterschiedlich benutzt und sagt auch nichts aus über die Größe oder Ausstattung des Gebäudes. Weitere Bezeichnungen sind Expositur, Lokalie, Pfarrkuratie, Pfarrvikarie, Rektorat, Succursalkirche, Stationskaplanei oder Tochterkirche.

## Organisation

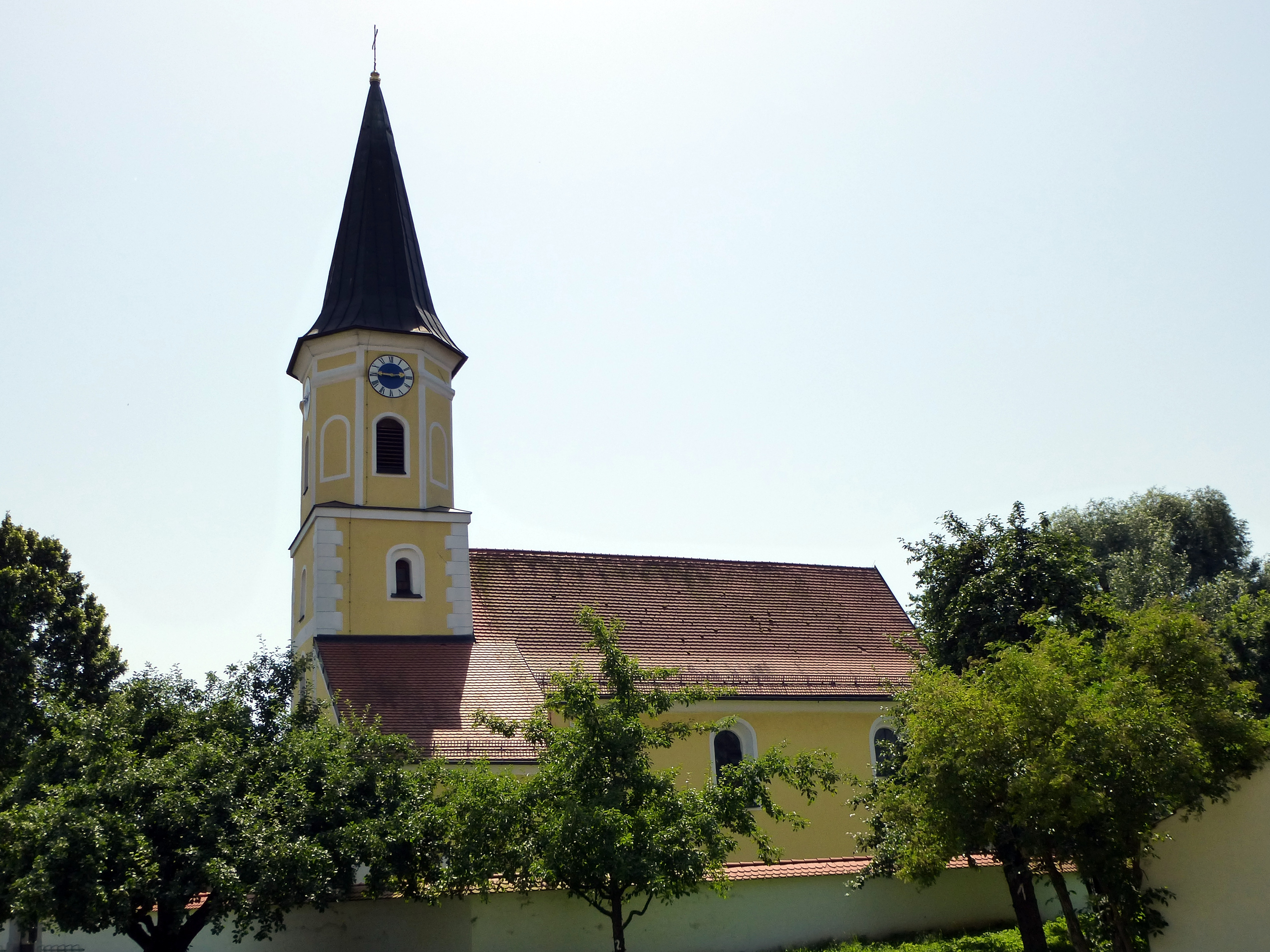
römisch-katholische Filialkirche St. Jakobus in Kiefenholz

Eine Filialkirche ist nach dem römisch-katholischen Kirchenrecht (can. 1214 CIC) für den öffentlichen Gottesdienst bestimmt. Sie hat eine höhere Rechtsstellung als eine Kapelle oder ein Oratorium, ist allerdings keine rechtlich selbständige Pfarrkirche. Bei einer Abpfarrung können Filialkirchen mit dem ihnen zugeordneten Pfarrgebiet zu Pfarrkirchen erhoben werden. Umgekehrt werden bei der Zusammenlegung von Pfarreien bisher selbständige Pfarrkirchen zu Filialkirchen in der neuen größeren Pfarrei. Einer Filialkirche kann die Stelle eines Priesters zugeordnet sein.
Allgemeingültige Regeln darüber, unter welchen Umständen eine Filialkirche existiert oder eingerichtet werden kann, bestehen nicht. Entsprechende Maßnahmen obliegen nach dem Kirchenrecht dem Bischof der jeweiligen Diözese, der auch darüber entscheidet, ob und inwieweit für das Vermögen, das einer Filialkirche zugeordnet ist (Grundstück des Kirchengebäudes, Inneneinrichtung etc.) Rechtspersönlichkeit bestehen soll.
Als Filialkirchen werden (beispielsweise in kunstgeschichtlichen Unterlagen wie Denkmälerverzeichnissen) auch Kirchen bezeichnet, bei denen in der Gegenwart keine selbstständige Gemeinde mehr besteht, die aber in der Vergangenheit eine gewisse Selbstständigkeit besaßen, ohne dass damit eine bestimmte Rechtsstellung ausgedrückt wird: beispielsweise wegen ihrer örtlichen Entfernung vom Zentrum der jeweiligen Pfarre oder weil es sich um eine ehemalige Pfarrkirche handelt. Klosterkirchen bestehender Klöster werden üblicherweise allerdings nicht als Filialkirchen bezeichnet.
Die Häufigkeit von Filialkirchen ist regional unterschiedlich. Während es beispielsweise im (großen) österreichischen Mühlviertel fast keine Filialkirchen gibt, gibt es im (relativ kleinen) Flachgau fast 40. Das Vorhandensein von Filialkirchen hängt ab von der jeweiligen Kirchspielverfassung und der Praxis der jeweiligen Diözese. In der mittelalterlichen „sächsischen Kirchspielverfassung“ gab es eine „Urpfarrei“ mit der Zuständigkeit für die Nachbardörfer in einem Umkreis von etwa 10 bis 15 Kilometern. Um den Dorfbewohnern die langen Anmarschwege zu ersparen, entstanden in den benachbarten Dörfern nach und nach Filialkirchen. Im Bereich der Deutschen Ostsiedlung galt zunächst zwar auch die sächsische Kirchspielverfassung in der Niederlausitz, in Westmecklenburg und im Land Jüterbog. Etwa ab 1200 wurde es aber aufgrund niederländischer Traditionen vor allem in der Mark Brandenburg üblich, dass jedes Dorf seine eigene Kirche erhielt. Hier entstanden später zwar auch manchmal Filialkirchen, aber in Form einer rechtlichen Zu- und Unterordnung, wenn ein Pfarrer gleichzeitig zwei Gemeinden zu betreuen hatte.

Der Unterschied zwischen einer Filialkirche und einer Messkapelle besteht in der katholischen Kirche darin, dass einer Filialkirche zumindest in der Vergangenheit auf Dauer ein eigener Priester mit eigenständigen Seelsorgeaufgaben und einer eigenen Verwaltungsorganisation (Kirchenvermögen usw.) zugeordnet war, während bei einer Messkapelle zwar im Unterschied zu anderen Kapellen die entsprechenden Erlaubnisse und eine Ausstattung zur (regelmäßigen) Feier von Gottesdiensten (sogenannte Messlizenzen, Tabernakel, Glocken usw.) vorhanden sind, aber keine eigene Priesterstelle. Auf die Größe des Gebäudes, in der sich allerdings die Summe der Bauspenden oder der Reichtum eines Stifters ausdrücken kann, kommt es dabei in keinem Fall an, nur auf dessen Ausstattung und die damit verbundenen Genehmigungen und die kircheninterne Organisation.
Für Kirchengebäude der evangelischen Kirche wird der Begriff „Filialkirche“ ebenfalls verwendet, so für die Pankratiuskapelle in Niebelsbach, Gemeinde Keltern in Baden-Württemberg.

## Rechtliche Organisation im katholischen Kirchenrecht vor 1983

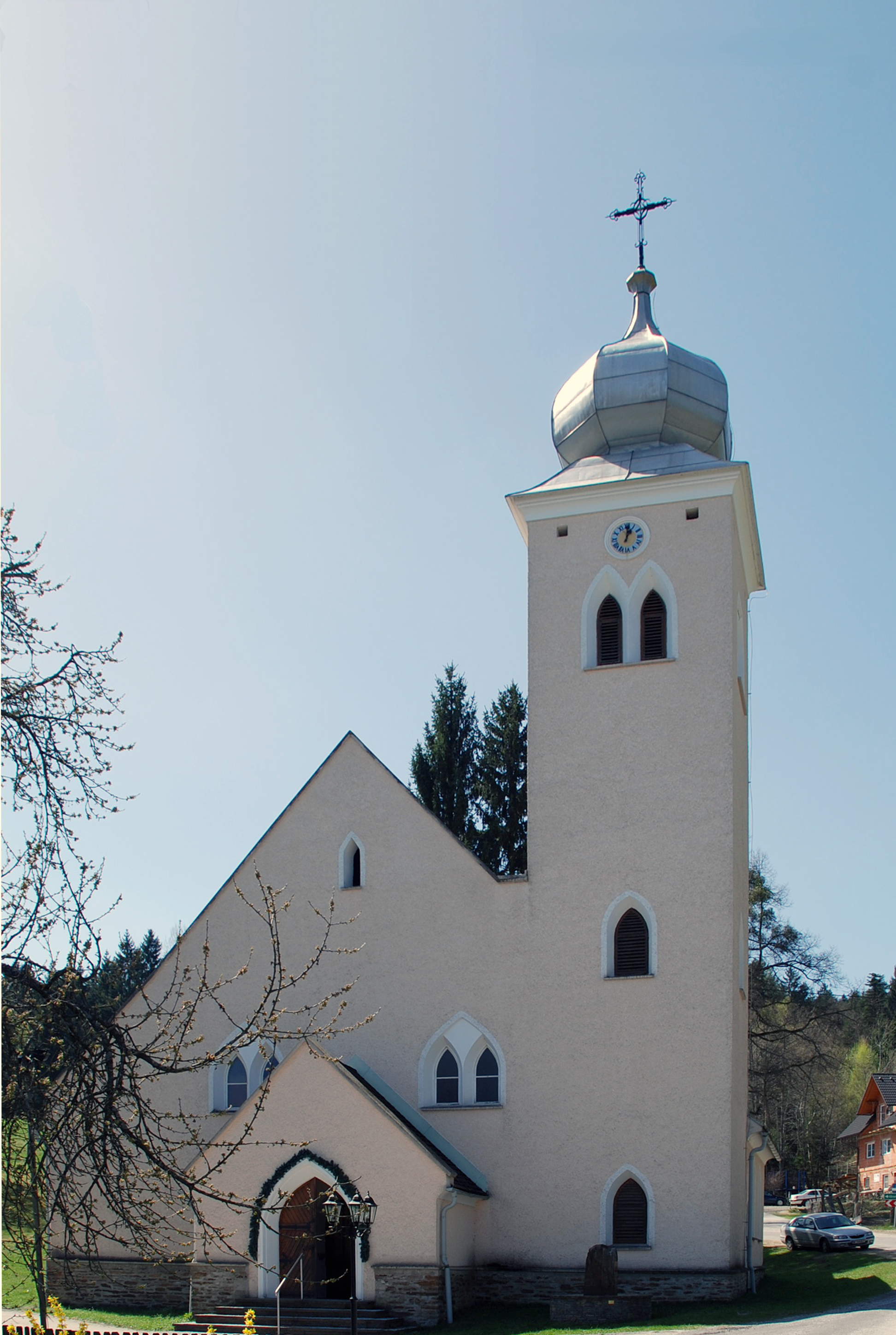
Trotz ihrer Größe keine Filialkirche, sondern nur Kapelle in

Bei Filialkirchen, mit den um das jeweilige Kirchengebäude versammelten Gläubigen, kann es sich um eine Ersatzform oder Vorstufe einer Pfarre handeln, wenn aus bestimmen Gründen (noch) keine Pfarre eingerichtet werden kann oder soll. Solche Organisationsformen wurden bis 1983 nach dem Kirchenrecht als „Ständige Vikarie“ bezeichnet. Ihre Priester (Vikar, Pfarrvikar, Vicarius perpetuus, Lokalvikar) waren in der Regel einem Pfarrer gleichgestellt. Solche Vikariate, Filialen (oder Filialkirchen usw.) bezeichnen ein kirchliches Teilgebiet, das entweder noch kein Pfarrgebiet war oder das durch Teilung einer Pfarre nach dem kirchenrechtlich dafür vorgesehenen Verfahren und Rahmenbedingungen entstand. Wie eine Pfarre mussten sie eine eigene Kirche und einen eigenen Priester besitzen, der auf Dauer ordentliche priesterliche Vollmachten (zur Spendung der Sakramente und ähnlichen Funktionen wie zur Führung von Kirchenbüchern, Matriken) besaß. Anlässe für die Schaffung einer Filialkirche(ngemeinde) können örtlicher (lange Wege zur Pfarrkirche) aber auch anderer Natur sein. Ein solcher Anlass konnte z. B. die Stiftung eines Kirchenraumes und sonstigen Vermögens (Beneficium) sein, unter der Bedingung der Übertragung gewisser Rechte an den Benefiziaten (Rektor, Lokalkaplan). Diesem Priester kann z. B. die Seelsorge einer bestimmten Personengruppe übertragen sein, beispielsweise zur Feier des Gottesdienstes in einer bestimmten (z. B. althergebrachten) Form oder an einem bestimmten Ort oder Altar. Grundlage für die Schaffung ständiger Vikariate war bis zum Inkrafttreten der Neufassung des Codex Iuris Canonici (CIC) am 27. November 1983 (erster Adventsonntag 1983) der Canon can. 1427 des CIC in der Fassung von 1917.
Es gab unterschiedliche weitere Formen von „Filialkirchen“: So wurde als Stationskaplanei, Seelsorgebezirk, Kuratkaplanei oder „abhängiges Rektorat“ eine Kirchengemeinde bezeichnet, die zwar bereits eine gewisse Selbstständigkeit besaß, deren Priester aber (noch) nicht die Rechte des Ständigen Vikars einer Lokalie besaß.

## Rechtsgrundlagen ab 1983
Das Wort „Filialkirche“ ist kein Begriff des aktuellen Kirchenrechts der katholischen Kirche. Seit 1983 gilt als Grundlage der can. 516 des CIC.
Dieser verwendet den Begriff der „Quasipfarrei“: Danach ist (can. 516 § 1) eine Quasipfarrei eine bestimmte Gemeinschaft von Gläubigen mit eigenem Seelsorger. Sie ist einer Pfarrei gleichgestellt, aber wegen besonderer Umstände noch nicht als Pfarrei errichtet. Darüber hinaus (can. 516 § 2) hat der Diözesanbischof dann, wenn „irgendwelche Gemeinschaften“ (lateinisch „quaedam communitates“) nicht als Pfarrei oder Quasipfarrei errichtet werden, „auf andere Weise“ („alio modo“) Vorkehrungen zu treffen. Die Vorgangsweise und die Bezeichnung der jeweiligen Organisationsform kann dadurch in den einzelnen Diözesen weiterhin unterschiedlich sein. Organisationsformen, die in älteren Unterlagen als „vicaria perpetua“ (ewiges Vikariat, dauerndes Vikariat, Lokalie, Pfarrexpositur, Kuratbenefizium, Rektorat, Pfarrvikariat, Kuratie, Pfarrkuratie) usw. bezeichnet wurden, werden in der Regel als Quasipfarrei eingerichtet, sofern sie eine eigene Verwaltungsorganisation (Sekretariat, Kirchenbücher usw.) besitzen sollen. Bei Gebieten oder Kirchengebäuden, die zwar einen eigenen Seelsorger haben, aber vom Sitz der jeweiligen Pfarre aus verwaltet werden sollen, kann (neben der Organisation nach can. 516 § 2 CIC) auch eine Organisation im Rahmen der bestehenden Pfarre eingerichtet sein (can. 545 § 2 CIC: Pfarrvikar für einen bestimmten Teil der Pfarre).
Für Kapellen (im CIC lateinisch „Oratorium“, Plural „Oratorii“, Privatkapellen „Sacellum privatum“ genannt) gelten die Regeln der can. 1223 bis 1229 CIC, wonach gottesdienstliche Feiern in solchen Gebäuden (nur) mit Zustimmung – die z. B. auf bestimmte Zeiten eingeschränkt sein kann – stattfinden dürfen. Der Unterschied zwischen Filialkirche, Messkapelle und Kapelle bzw. Oratorium ist im Ergebnis (kirchen-)rechtlicher Art.
Nach diesen Ausführungen sei jedoch angemerkt, dass eine Filialkirche in aller Regel keine Quasipfarrei ist, nämlich nur (meist) dann, wenn der Kirche ständig ein Kirchenrektor zugewiesen ist. Dann wird sie häufig auch mit einem der oben genannten Namen bezeichnet.
Im Übrigen ist eine Filialkirche schlicht eine Kirche, die Kapellen durch Größe, frühere Rechtsstellung als Pfarrkirche oder als Dorfmittelpunkt übertrifft und nicht Pfarrkirche ist. Die Gläubigen gehören nicht einer an der Filialkirche bestehenden Gemeinschaft, sondern ihrer (die Filialkirche sprengelmäßig umfassenden) Pfarrei an, deren Pfarrer (oder Kaplan, Ruhestandspfarrer-Seelsorgsmithelfer etc.) an der Filialkirche mit einer gewissen Regelmäßigkeit (nicht notwendig allsonntäglich) Heilige Messen zelebriert.

## Gegenwart
2005 wurde in verschiedenen Diözesen in Deutschland (am weitesten reichend im Bistum Essen) begonnen, mehrere Pfarrgemeinden zu Großgemeinden zusammenzufassen. Dabei entstehen eine Hauptkirche, dazu (mehrere) Gemeindekirchen mit eventuell je eigenen Filialkirchen und eventuell „weitere Kirchen“. Diese „weiteren Kirchen“ erhalten in vielen Fällen keine Finanzmittel aus dem Diözesanhaushalt mehr. Es müssen daher andere Finanzierungsmodelle gefunden werden. Wenn dies nicht gelingt, müssen sie profaniert und einer anderen Nutzung zugeführt oder abgerissen werden.
In Österreich und einigen deutschen Bistümern schließen sich katholische Pfarren zu Pfarrverbänden zusammen, wobei Pfarrkirchen nicht zur Filialkirche „degradiert“ werden, sondern ein Priester das Pfarramt in allen Pfarren des Verbands übernimmt. Abgesehen von Kirchen, die einer Ordensgemeinschaft gehören, gehören auch Filialkirchen der Diözese, die, meist zusammen mit dem Land und häufig auch dem Bundesdenkmalamt, für die Erhaltung sorgt.